# Antal Spányi

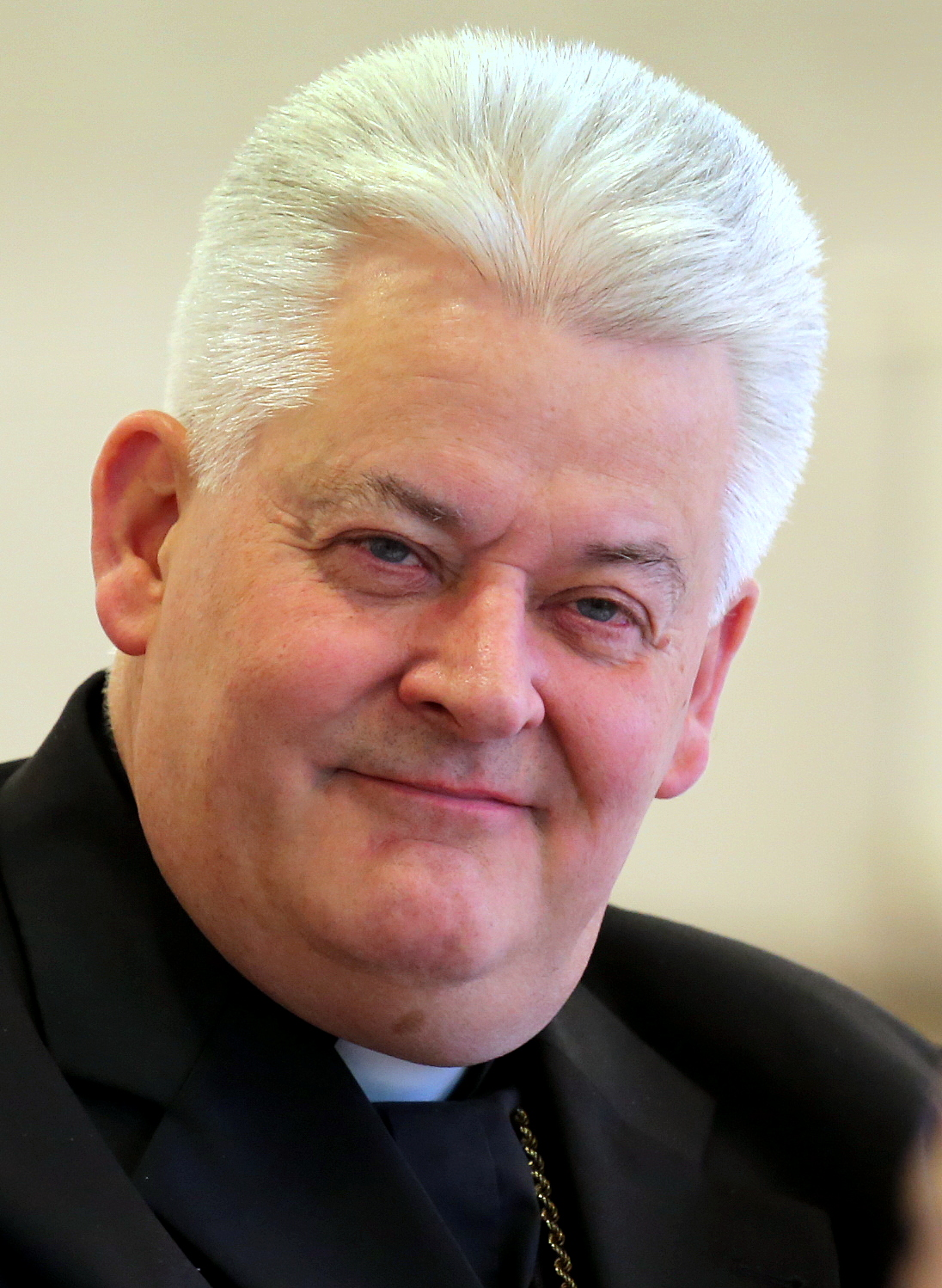
Spányi Antal, vor 2014

Wappen von Antal Spányi

Antal Spányi (* 13. November 1950 in Budapest) ist ein ungarischer römisch-katholischer Geistlicher und Bischof von Székesfehérvár.

## Leben
Antal Spányi empfing am 19. Juli 1976 von Kardinal László Lékai die Priesterweihe für das Erzbistum Esztergom.
Papst Johannes Paul II. ernannte ihn am 13. Februar 1998 zum Weihbischof im Erzbistum Esztergom-Budapest und Titularbischof von Tharros. Der Erzbischof von Esztergom-Budapest, Kardinal László Paskai, spendete ihm am 28. März 1998 die Bischofsweihe. Mitkonsekratoren waren Erzbischof Csaba Ternyák, zu dieser Zeit Sekretär der Kleruskongregation, und Weihbischof Vilmos Dékány.
Am 4. April 2003 ernannte Johannes Paul II. Antal Spányi zum Bischof von Székesfehérvár.